# Chêne d’Allouville

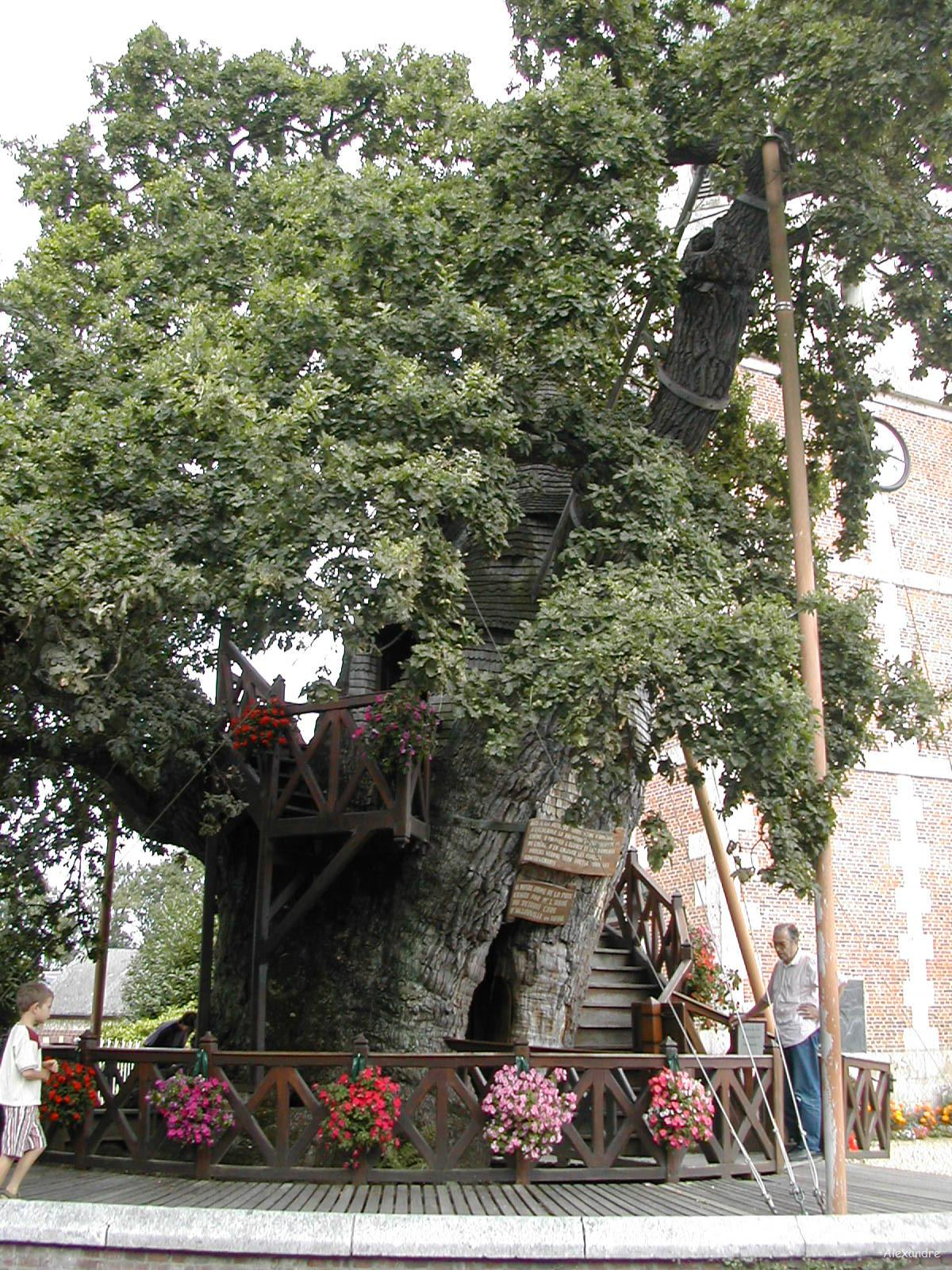
Chêne d’Allouville

Chêne d’Allouville – dąb rosnący we francuskiej miejscowości Allouville-Bellefosse w departamencie Sekwana Nadmorska.
Prawdziwy wiek drzewa jest niemożliwy do ustalenia, mimo to szacuje się, że wiek dębu wynosi od 800 do nawet 1200 lat. Według tych danych dąb z Allouville-Bellefosse jest uznawany za najstarszy dąb we Francji. Od 1932 roku drzewo figuruje na krajowej liście zabytków.
Drzewo mierzy obecnie 18 metrów wysokości a jego obwód wynosi 16 metrów. W dziupli drzewa usytuowane są dwie kaplice zbudowane w 1669 roku. Schody w kształcie spirali wznoszące się wokół pnia drzewa umożliwiają dostęp do kaplic.
Ocenia się, że rocznie Chêne d’Allouville odwiedza od 30 000 do 40 000 turystów. Dąb jest także miejscem pielgrzymkowym w dniu Wniebowzięcia Najświętszej Maryi Panny.

## Galeria

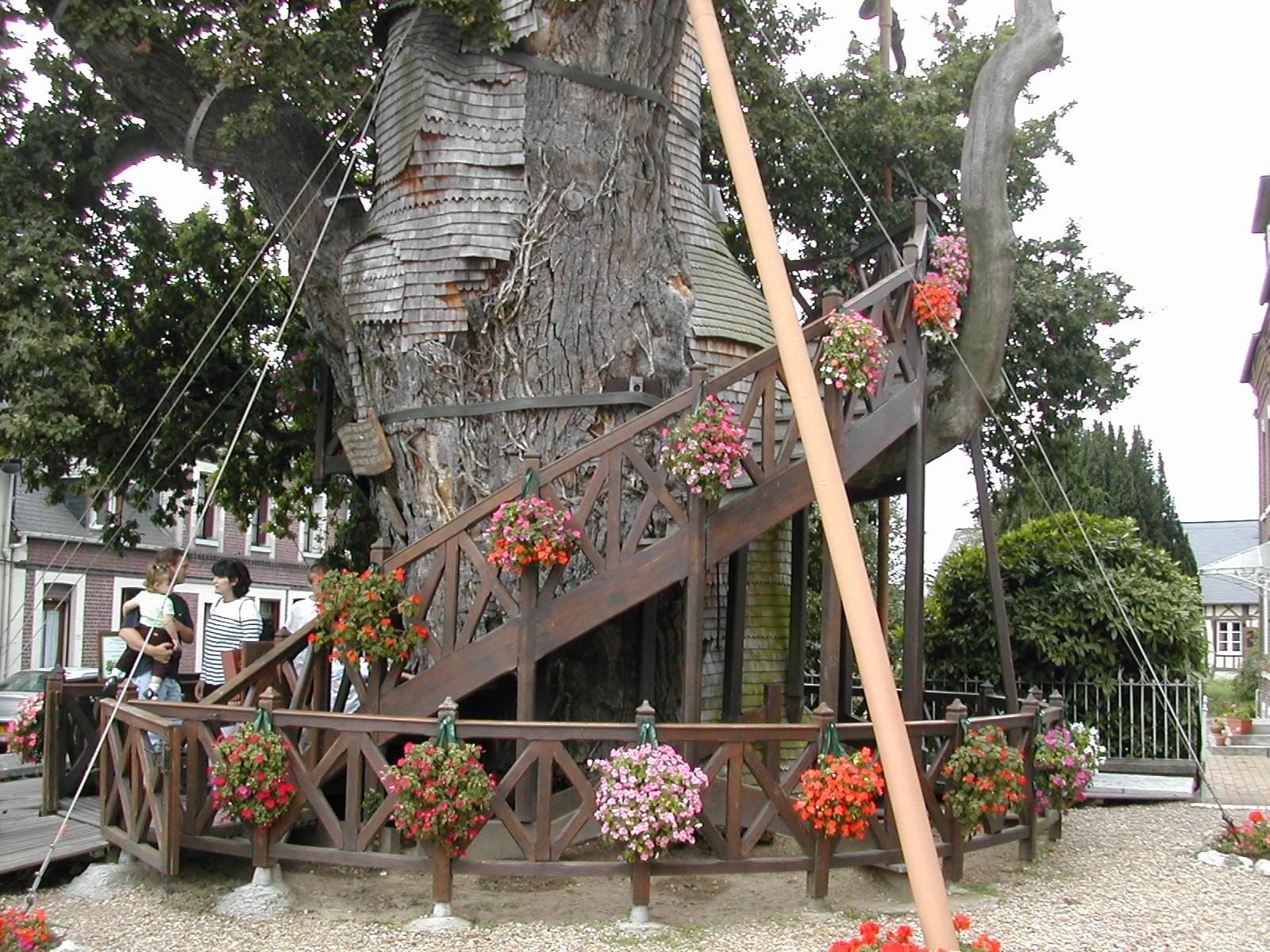
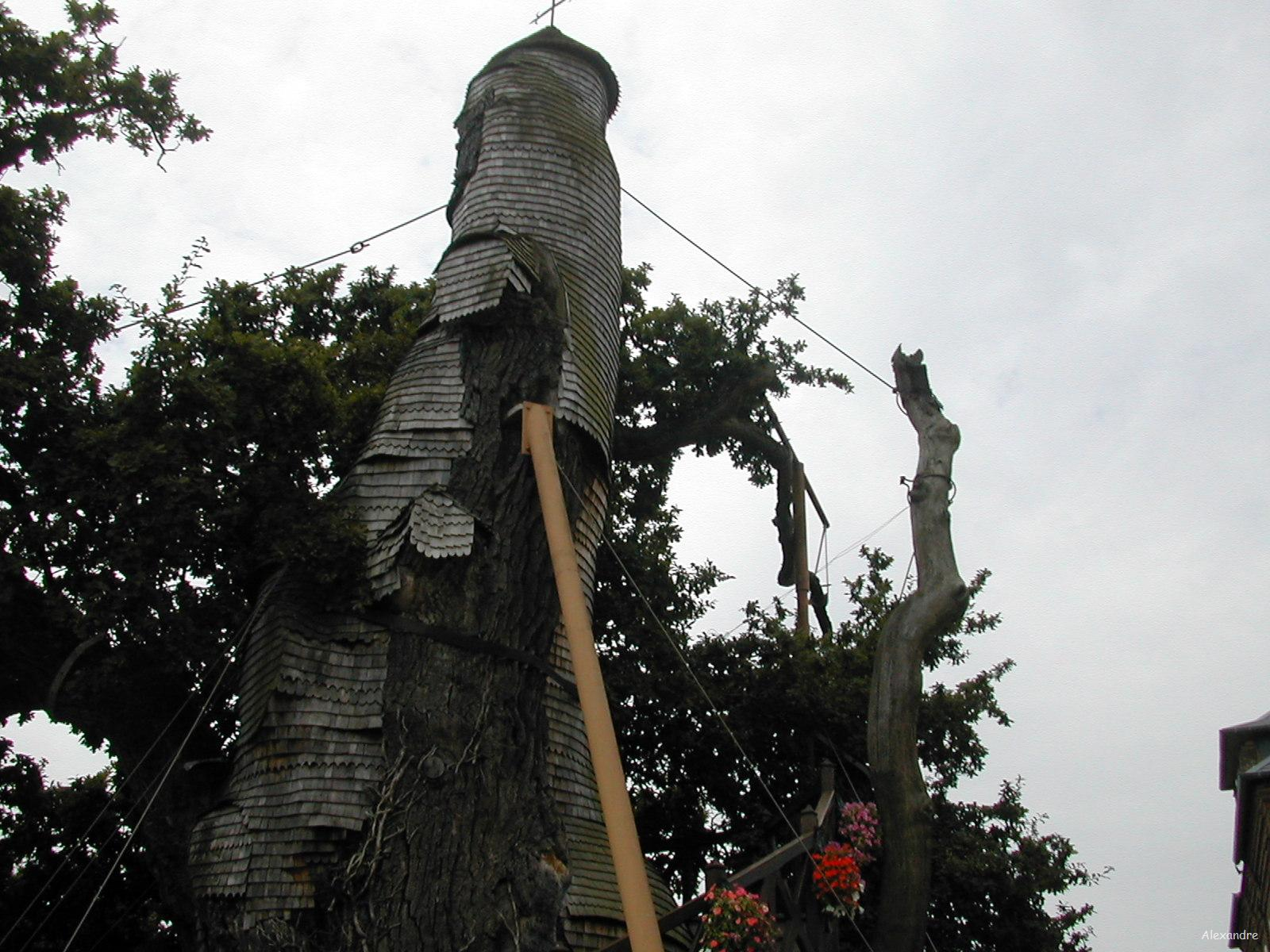
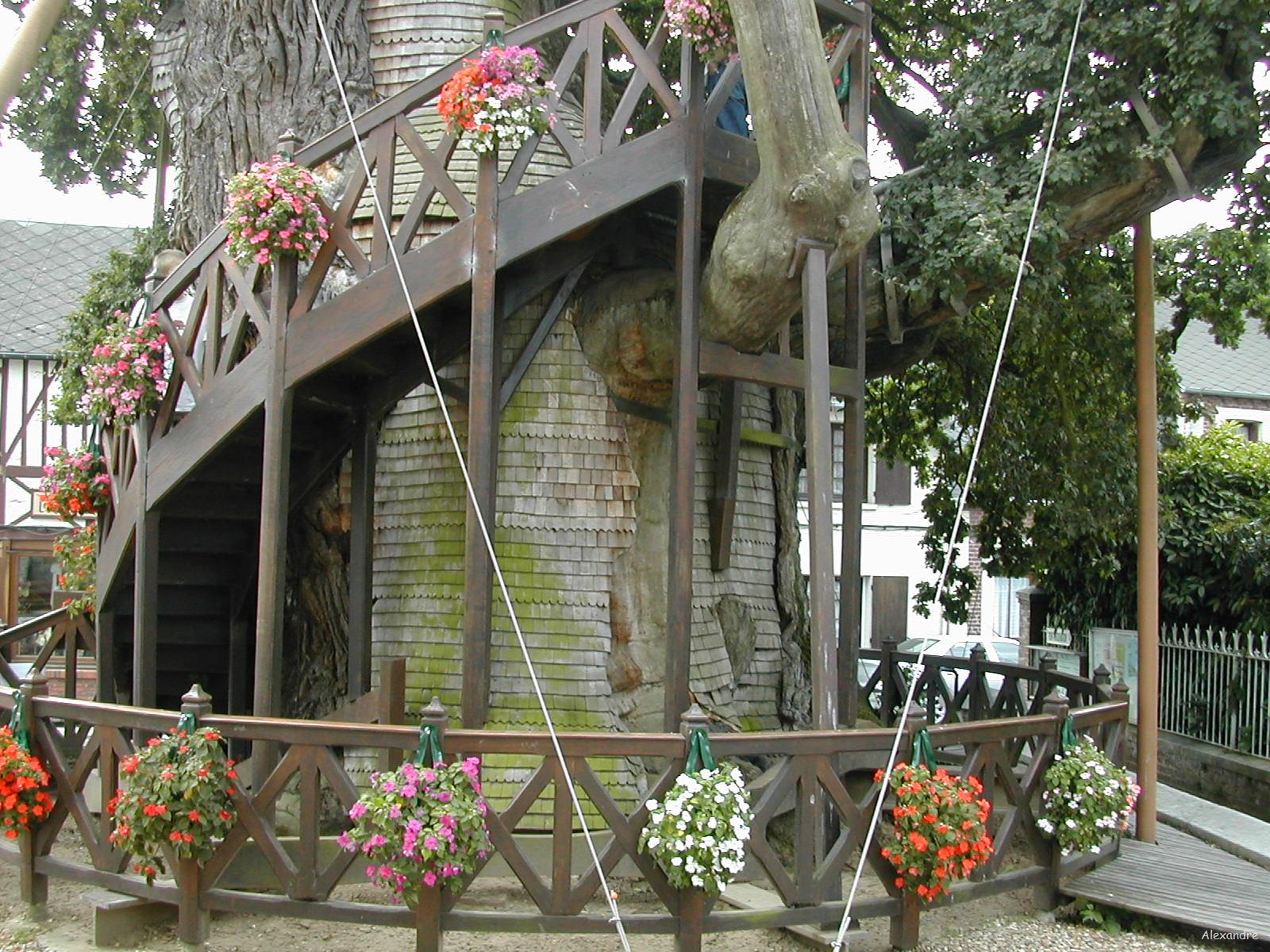
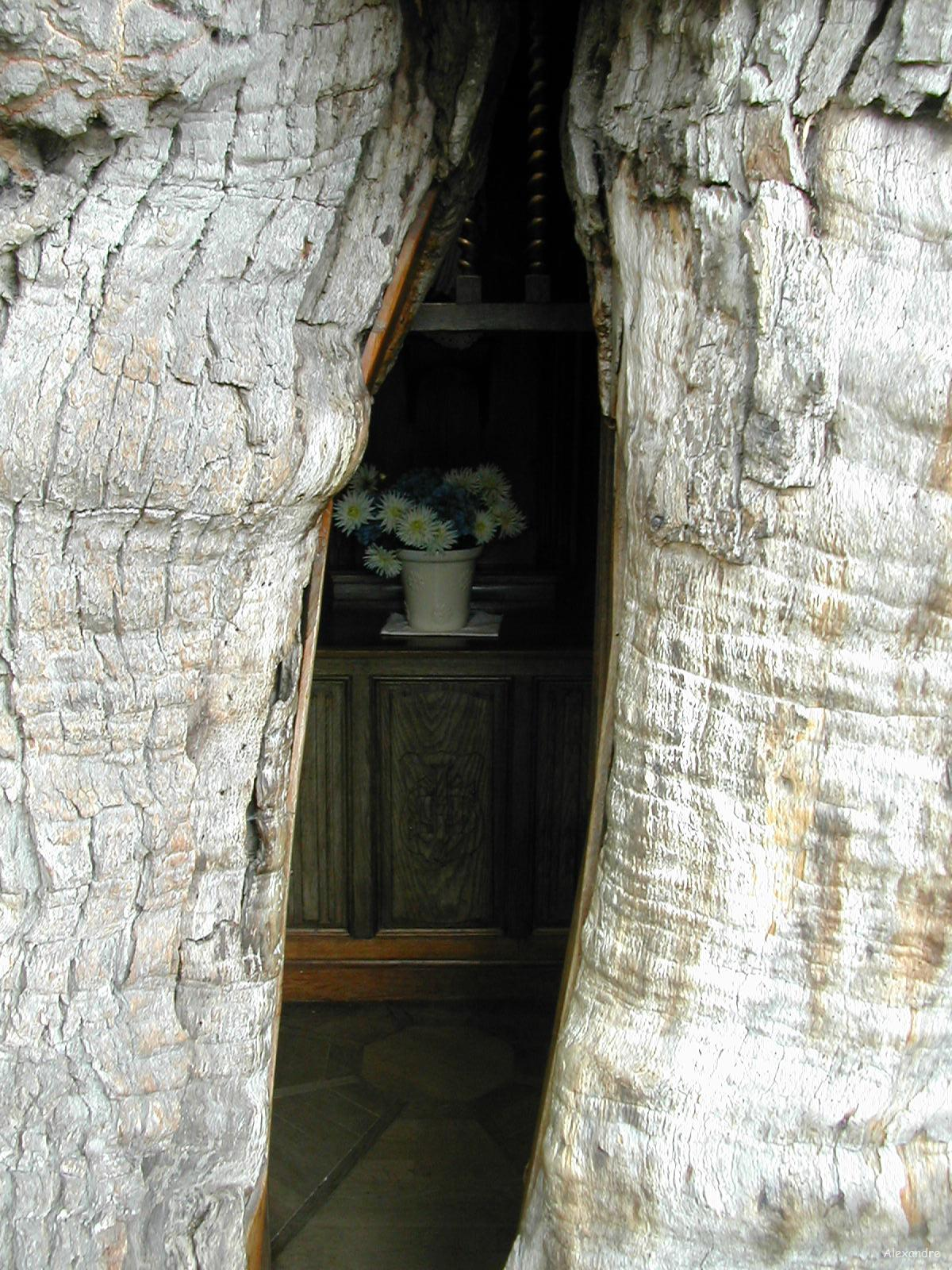
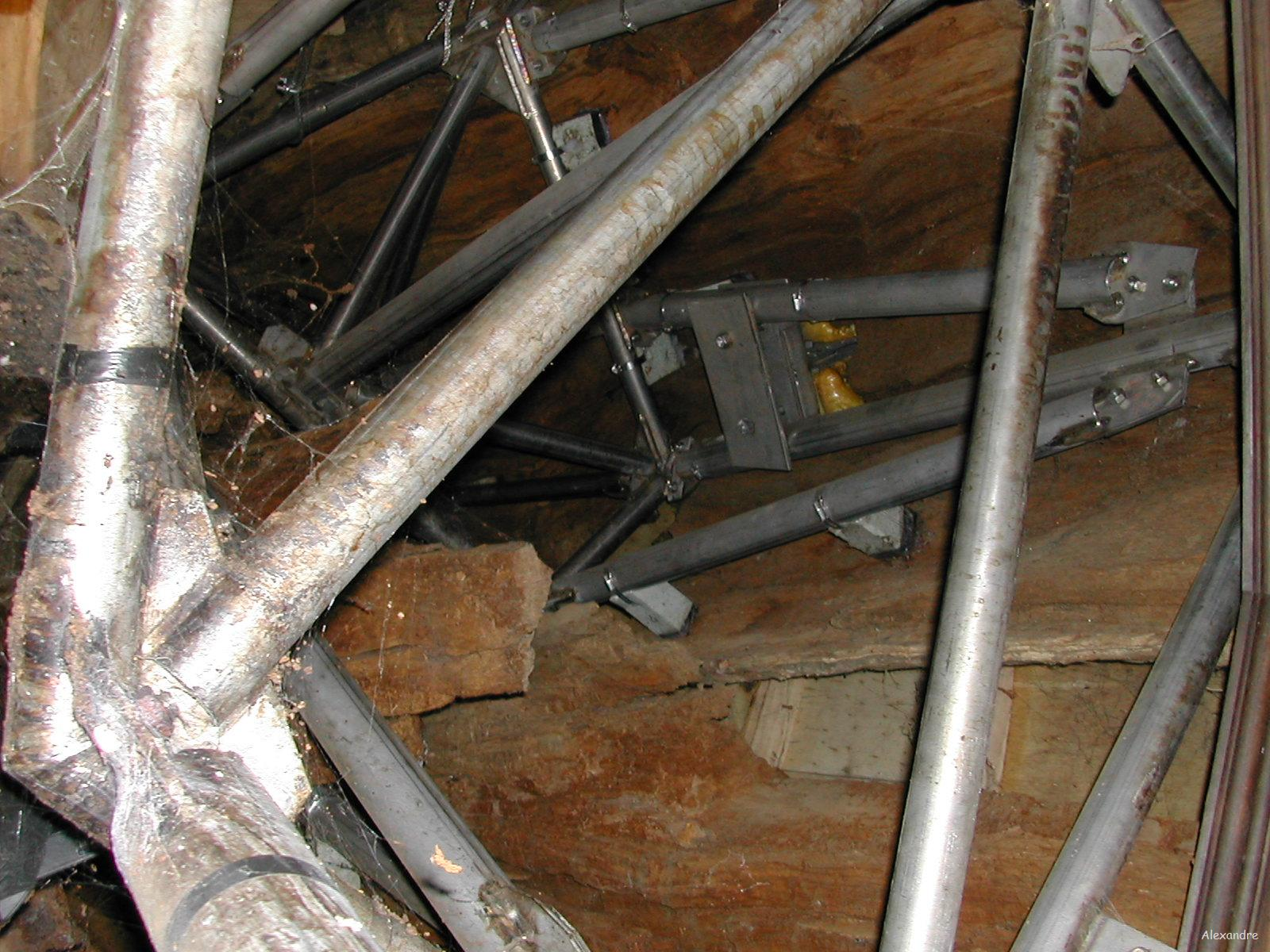
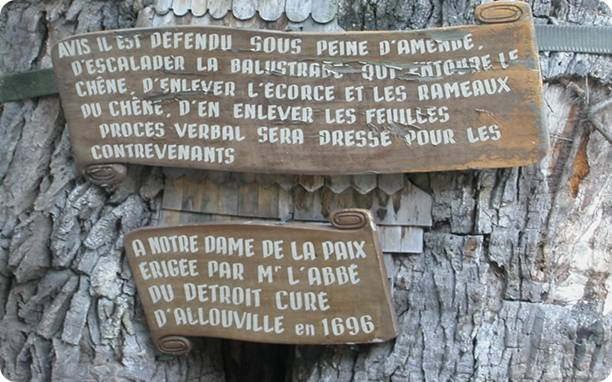
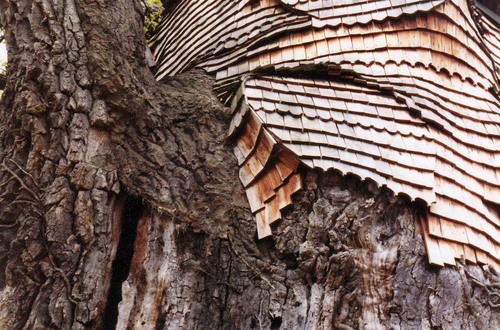